# Будинок комерційного банку (Сновськ)
Будинок комерційного банку — пам'ятка історії місцевого значення в Сновську. Зараз у будівлі розміщується адміністративна установа — Сновська міська рада.

## Історія
Рішенням виконкому Чернігівської обласної ради народних депутатів від 31.05.1971 № 286 надано статус «пам'ятника історії місцевого значення» з охоронним № 2064 під назвою «Будинок, де у січні 1918 року розміщувалася Сновська рада робітників, селянських та солдатських депутатів». На будівлі встановлено інформаційну дошку.
Наказом Департаменту культури та туризму, національностей та релігій Чернігівської обласної державної адміністрації від 12.11.2015 № 254 для пам'ятника використовується нова назва — «Будинок комерційного банку».

## Опис
Будинок збудований на початку ХХ століття. Одноповерховий, 5-віконний, дерев'яний на цегляному фундаменті будинок площею 232,8 м з входом праворуч. Має 9 кімнат. Фасад та лінія карнизу прикрашені різьбленим декором, вікна з сандриками, без віконниць. Біля входу ґанок.
До більшовицької окупації 1917 року у будинку розміщувалося відділення комерційного банку
У цьому будинку в період 28.12.1917 — початок березня 1918 року розміщувався виконком першої Снівської ради робітничих, селянських та солдатських депутатів, який проголосив встановлення радянської влади у місті. Раду очолював більшовик М. І. Михайловський.
1967 року на фасаді будинку Щорської міської ради народних депутатів (тоді місто мало назву Щорс) було встановлено меморіальну дошку Сновській раді робітників, селянських та солдатських депутатів (білий мармур, 0,8х0,7 м), нині демонтовано.